# Аусахреппюр
А́усахреппюр (исл. Ásahreppur, исландское произношение: [ˈauːsɑˌr̥ɛhpʏr̥], слушатьо файле) — община в южной части Исландии, в регионе Сюдюрланд. В 2021 году в общине на 2942 км² проживало 271 человек.

## История
Община была создана 11 июля 1892 года, когда указом короля Кристиана IX, когда существовавшая до этого с 1786 года община Хольтаманнахреппюр была разделена на две части: Хольтахреппюр и Аусахреппюр. В свою очередь сама община Аусахреппюр 1 января 1938 года была разделена на две части — нижняя часть получила название Дьюпархреппюр, а верхняя часть сохранила название Аусахреппюр.

## Характеристика
Земли общины Аусахреппюр состоят из двух несвязанных друг с другом частей — большей (северной или основной части), расположенной на севере региона Сюдюрланд, и меньшей (южной) части в 60 км на юго-восток. Основная часть общины граничит на западе с землями общины Скейда-ог-Гнупверьяхреппюр, на юге с Раунгауртинг-Итра, на востоке Скаптаурхреппюр, а на севере к землям Аусахреппюр примыкает Тингейярсвейт и небольшая часть общины Эйяфьярдарсвейт. Меньшая (южная) часть Аусахреппюр окружена землями общины Флоуахреппюр (на востоке), Раунгауртинг-Итра (на юге) и Скейда-ог-Гнупверьяхреппюр (на севере).
В общине ни одного населённого пункта — только несколько временных дачных поселений и отдельных фермеских усадьб. Основное занятие жителей общины — животноводство, растениеводство и туристический сервис.

## Транспорт
В южной (меньшей) части общины пролегает небольшой участок (около 8 км) Хрингвегюр 1 — кольцевой исландской дороги государственного значения, а также несколько дорог местного значения — Бугавегюр 273, Аусвегюр 275, Сюмарлидабайявегюр 281, Хейдарвегюр 284 и Каульвхольтсвегюр 288.
По северной (большей) территории общины проходит дорога регионального значения Ландвегюр 26 и дорога местного значения Скаптауртунгювегюр 208.Также через общину проходит Спрейнгисандслейд F26 — одна из четырех главных высокогорных дорог Исландии, и три горные дороги местного значения — Вейдиватналейд F228, Йёкюльхеймалейд F229 и Квиславегюр, открытых для движения в летний период и только для транспортных средств повышенной проходимости.

## Население
Источник: Mannfjöldi eftir kyni, aldri og sveitarfélögum 1998-2021 (исл.). hagstofa.is. Reykjavík: Hagstofa Íslands [Статистическая служба Исландии]. Дата обращения: 16 октября 2021.

## Галерея
- Природные достопримечательности на территории общины